# Lyerly
Lyerly és una població dels Estats Units a l'estat de Geòrgia. Segons el cens del 2000 tenia 488 habitants.

## Demografia
Segons el cens del 2000, Lyerly tenia 488 habitants, 198 habitatges, i 131 famílies. La densitat de població era de 251,2 habitants/km².
Dels 198 habitatges en un 28,3% hi vivien nens de menys de 18 anys, en un 55,1% hi vivien parelles casades, en un 7,1% dones solteres, i en un 33,8% no eren unitats familiars. En el 28,8% dels habitatges hi vivien persones soles el 12,6% de les quals corresponia a persones de 65 anys o més que vivien soles. El nombre mitjà de persones vivint en cada habitatge era de 2,46 i el nombre mitjà de persones que vivien en cada família era de 3,08.
Per edats la població es repartia de la següent manera: un 24,2% tenia menys de 18 anys, un 7,8% entre 18 i 24, un 31,4% entre 25 i 44, un 25,8% de 45 a 60 i un 10,9% 65 anys o més.
L'edat mediana era de 37 anys. Per cada 100 dones de 18 o més anys hi havia 93,7 homes.
La renda mediana per habitatge era de 32.632 $ i la renda mediana per família de 34.904 $. Els homes tenien una renda mediana de 24.167 $ mentre que les dones 20.179 $. La renda per capita de la població era de 13.958 $. Entorn del 8,6% de les famílies i l'11,4% de la població estaven per davall del llindar de pobresa.

## Poblacions més properes
El següent diagrama mostra les poblacions més properes.